# Hylopedetes nigrithorax
Hylopedetes nigrithorax är en insektsart som beskrevs av Marius Descamps och David M. Rowell 1978. Hylopedetes nigrithorax ingår i släktet Hylopedetes och familjen gräshoppor.

## Underarter
Arten delas in i följande underarter:
- H. n. nigrithorax
- H. n. panamensis